# Арсениј Голенишчев Кутузов
Арсениј Голонешчев Кутузов (26. мај 1848, Царско Село - 26. јануар 1913) био је руски песник.
Рођен је у знаменитој племићкој породици. После очеве смрти преселио се са породицом у Москву, где је завршио гимназију. Дипломирао је на петроградском Правном факултету 1871. године. У државним установама радио је до 1985. кад је постао шеф кабинета царице Марије Фјодоровне. На тој дужности остаје до своје смрти.

## Почасни академик
Године 1900, са Толстојем, Чеховом, Корољенком, Жемчужниковом, Коњијем и Владимиром Соповјовом, изабран је за почасног академика Руске академије наука из области лепе књижевности.

## Збирка песама
Голенишчев Кутузов је 1912. године издао збирку песама На заласку.

## Руски поета
Голенишчев Кутузов је као песник следбеник Мајкова, Тјутчева и Фета, којима се целога живота дивио и које никада није достигао. И поред тога, током деведесетих година 20. века био један од најцењенијих руских поета. Иако његова поезија није сасвим без вредности, мора се рећи да је славу више дуговао пореклу и високом државном положају него вредности својих песама.